# Iglesia de Marienmünster
La iglesia de Marienmünster en Dießen es una iglesia de estilo barroco en Dießen am Ammersee, en el distrito alemán de Landsberg am Lech, en la Alta Baviera. La arquitectura, el mobiliario y el arte se combinan para formar una de las mejores expresiones del estilo barroco del siglo XVIII en Baviera. En el interior de la iglesia hay muchas estatuas barrocas, pinturas, frescos y arte decorativo. 

## Historia
La construcción de la iglesia actual comenzó en 1720 bajo el rector Ivo Bader. Sin embargo, su sucesor, el preboste Herkulan Karg (desde 1728) es considerado el verdadero creador de la magnífica iglesia. Karg (retrato en la nave) realizó dos viajes de estudio en 1731 y 1733 para preparar la construcción de la iglesia, después de haber consultado a Johann Michael Fischer como experto en 1729. El arquitecto de la corte de Munich, François de Cuvilliés, probablemente participó en el diseño. Los mejores trabajadores contemporáneos de Munich, Augsburg y la Wessobrunn School también participaron en el mobiliario. La colaboración de pintores como Johann Georg Bergmüller y Johann Evangelist Holzer, con los yeseros Franz Xaver Feichtmayr, Johann Michael Feichtmayr y Johann Georg Üblhör, así como los escultores Johann Baptist Straub y Johann Joachim Dietrich (1690-1753) creó una de las obras de arte espacial barroco más importantes de Baviera. .
La elegante parte superior del esbelto campanario fue destruida por un rayo en 1827 y luego reemplazada por una sobria torre. En 1985-1986 la torre fue reconstruida por el arquitecto Richard Zehentmeier de Munich.
La iglesia fue restaurada por primera vez en 1883-1884 y lo fue nuevamente en 1955-1958. La extensa renovación que fue necesaria de 1979 a 1985 debido a la amenaza de derrumbe se complementó con la reconstrucción de la torre. En el interior, el trabajo se prolongó hasta 1990. En 1989, el obispo de Augsburgo Josef Stimpfle elevó la iglesia parroquial a "Marienmünster".
La  Marienmünster estuvo cerrada por obras hasta noviembre de 2010. El 28 de noviembre se reabrió con un servicio solemne.

## Órgano
El órgano de la iglesia fue construido por Caspar König alrededor de 1739 y fue renovado y reconstruido en 1878.  En 1959, el instrumento fue completamente restaurado por Orgelbau Schmid; El interior del órgano fue reconstruido, junto con su consola.  En el curso de la restauración de 1984-1987 hecha por Schmid, el órgano se amplió y se le añadieron más registros.  Ahora tiene 39 registros en tres teclados y un pedal. 

## Música
En la iglesia se ha tocado música barroca y clásica durante muchos años, siendo la más destacada la selección de música barroca de Johann Sebastian Bach.  En la iglesia se grabó una famosa grabación de 1969 de Karl Richter como maestro que interpreta la "Misa en si menor". 

Interior de la iglesia
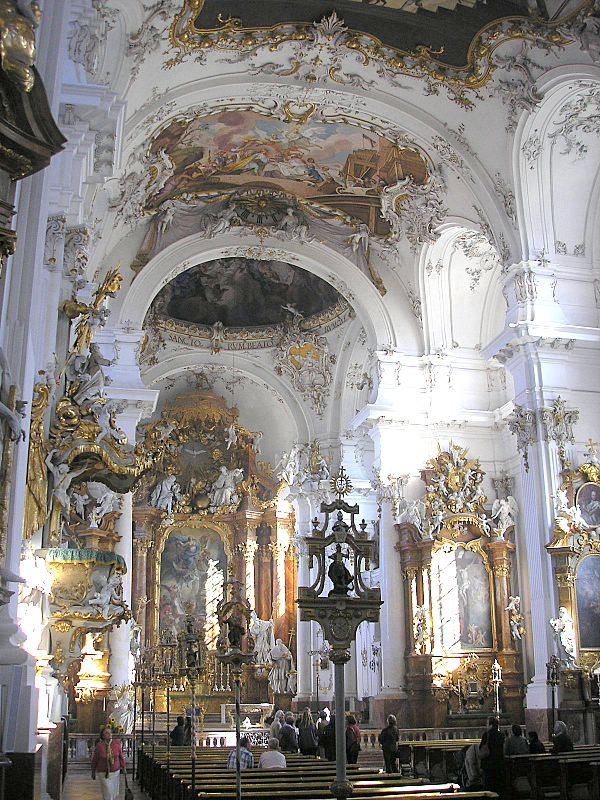
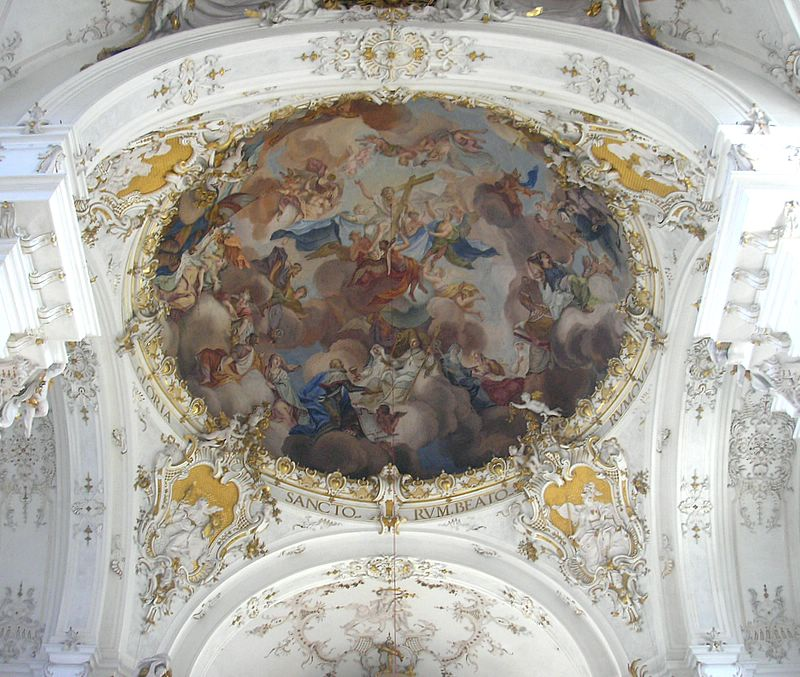
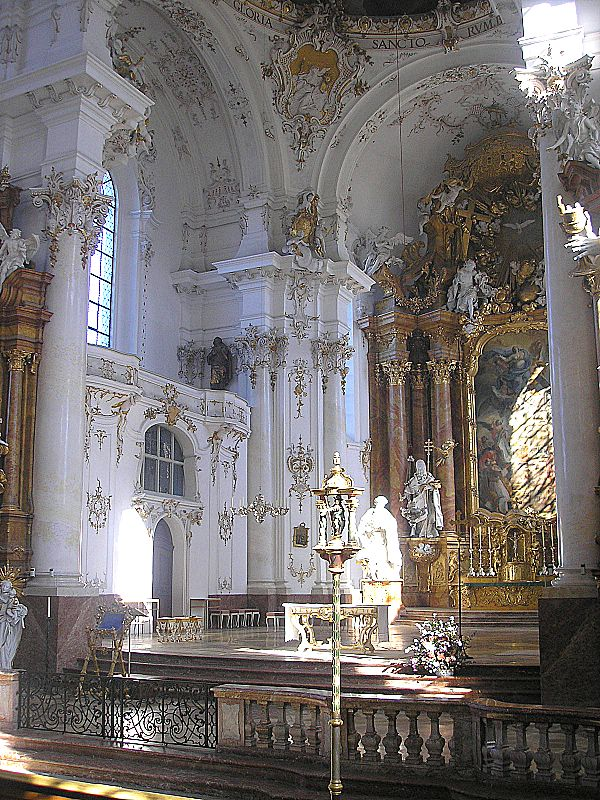
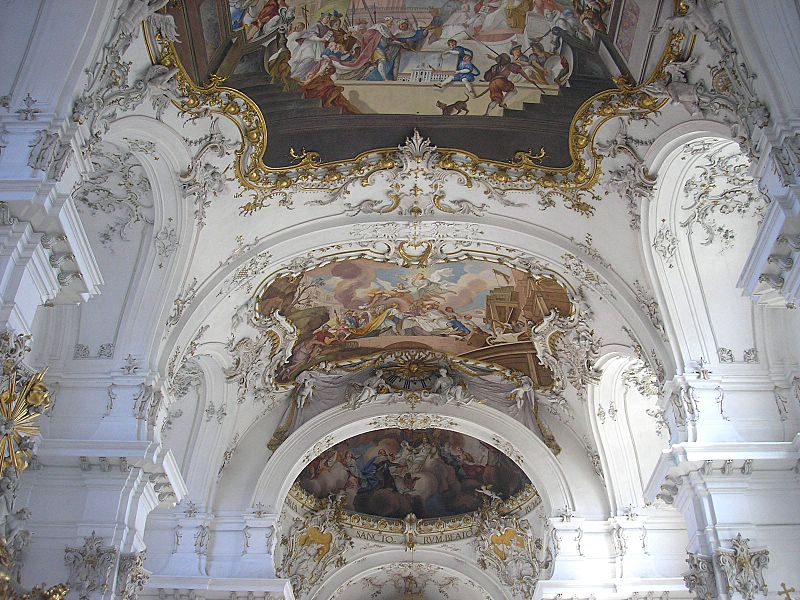
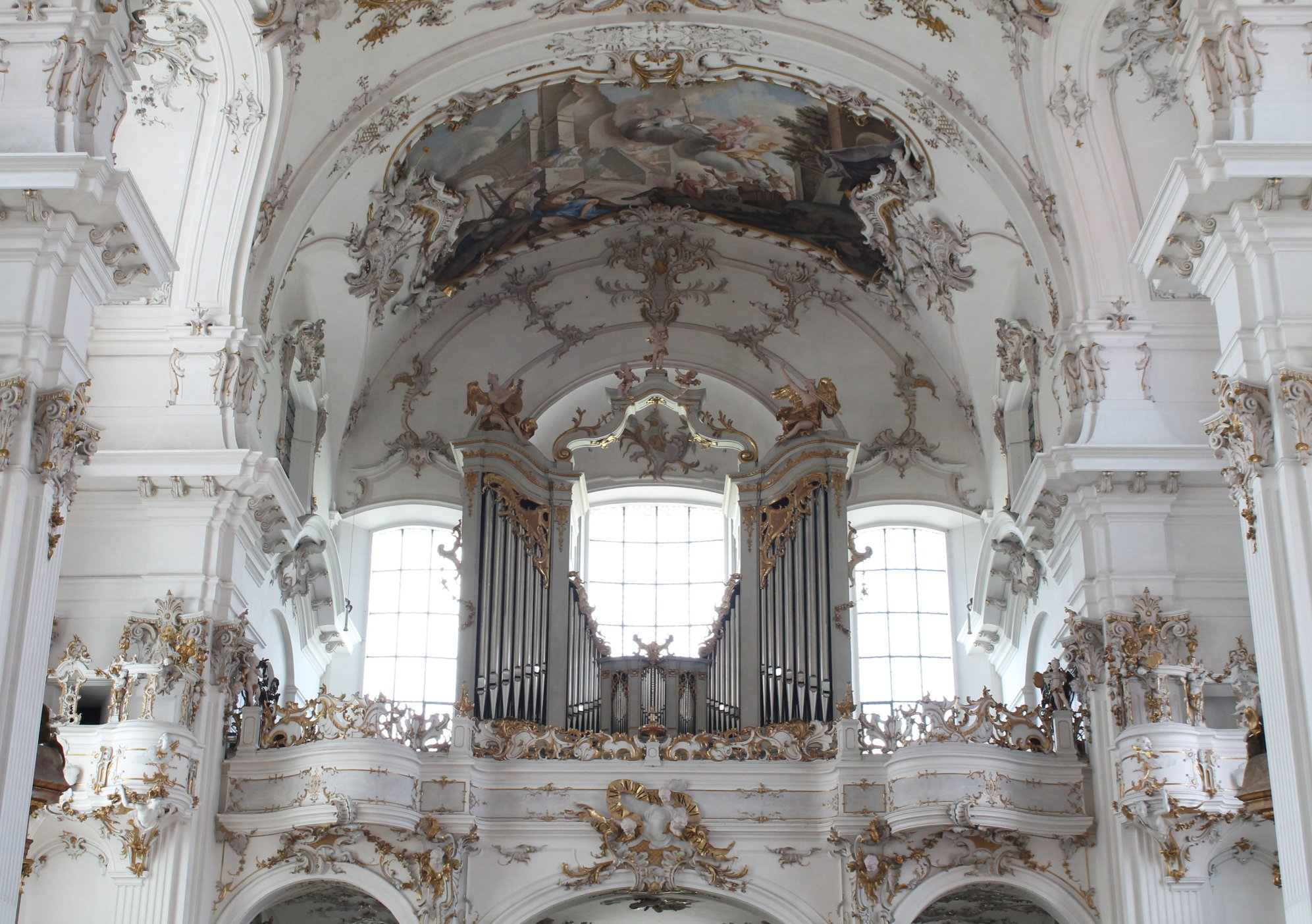
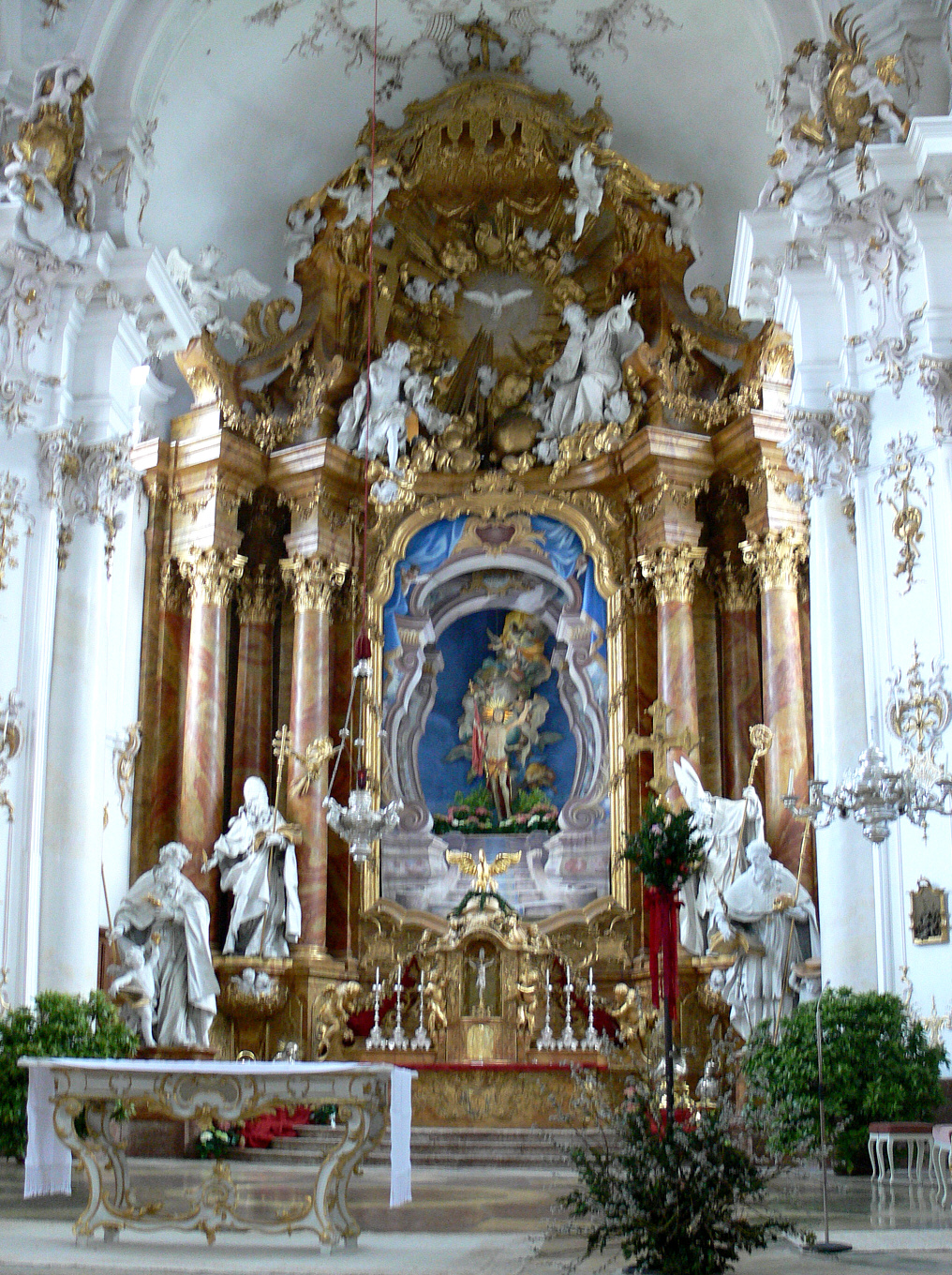

- Datos: Q1254306
- Multimedia: Marienmünster Dießen / Q1254306